# نيل وفرات.كوم
نيل وفرات.كوم أو نيل وفرات دوت كوم هو موقع على شبكة الإنترنت لبيع الكتب والمجلات والأفلام والبرامج ويقع المكتب الرئيسي في لبنان، وله فرع في مصر. أسس الموقع في عام 1998، ويعتقد أنه يهدف من خلال هذا الاسم إلى معادلة الموقع الأمريكي أمازون دوت كوم في العالم العربي من خلال استخدام أسماء الأنهار

## التاسيس
تأسست نيل وفرات في تاريخ.16-12-1998.. في بيروت من قبل صلاح الدين شبارو، باشرت عملها ضمن مكتب صغير من مكاتب الدار العربية للعلوم، ومن أحضان هذه الدار العريقة كانت الانطلاقة لمشروع أكبر من التوقعات.
التحضير، والمثابرة، والإيمان بضرورة نجاح هذا المشروع لم تفارقنا، وعليه كان كل إنجاز صغير دافعاً إلى تحدٍّ أكبر حتى تكاملت الرؤية مع ما تحقق من المشروع إلى حدٍّ كبير. عندما باشرت المكتبة العمل كانت تضم نحو 50 ألف كتاب، وكانت قاعدة بياناتها بسيطة من دون معلومات تفصيلية حول الكتب، فكان التحدي استكمال قاعدة البيانات، وادخال المزيد من الكتب الجديدة، وافتتاح مراكز وفروع جديدة، وبالإضافة إلى تطوير الموقع.

## منتجات الشركة
تضم مكتبة نيل وفرات 550,000 كتاب، من مختلف دور النشر العربية، بالإضافة إلى مجموعة واسعة من الوسائل التعليمية. وكما أننا باشرنا العمل في سوريا سنة 2000، وفي الأردن سنة 2003 وفي مصر سنة 2005 وفي السعودية سنة 2007، وفي الامارات سنة 2018، وفي الكويت سنة 2019عملاً بالخطة التوسعية الموضوعة.
تعمل هذه الفروع والمراكز بتنسيق وتكامل تامّين. حيث تقوم بتجميع طلبيات الزبائن، وادخال جديد الإصدارات وشحنها (من لبنان ومصر فقط).

## عن عمل الشركة
* تحويل الكتب من ملفّاتأدوبي إنديزاين، Word، Quark Express، 3B2، PDLIM7، إلى ملفّات ePub تقرأ على كافة الأجهزة اللوحيّة والأجهزة الخليويّة الذكيّة
* تأمين الكتب اللبنانيّة، الاماراتيّة، المصريّة، السعوديّة، الاردنيّة، السوريّة، وغيرها Shelf-ready إلى المكتبات بالإضافة إلى تأمين الـMarc Records لكل عنوان.

## التطبيقات والبرامج
من الناحية التقنية، يستخدم الموقع أحدث لغات البرمجة مع أحدث ملقم للبيانات. حيث قام القسم التقني في المؤسسة بانشاء الموقع الإلكتروني بالإضافة إلى تطبيق "iKitab" الخاص بالمكتبة الإلكترونية التابعة لنيل وفرات.
في مواكبة التقدم الكبير الحاصل في مجال الطباعة وتخزين المعلومات الكترونياً عبر الحواسيب، ومع انتشار الكتب الإلكترونية والتي أصبح شراؤها وتحميلها أمراً شائعاً على الإنترنت في البلدان الأخرى، فإن المكتبة أطلقت خدمة "iKitab" لـ كافة دور النشر العربية والمؤلفين، للعمل على مجاراة هذا التطور السريع في انتشار الكتب الإلكترونية بطريقة تحمي إصداراتهم وتحترم حقوق نشرها وبالإتفاق غير الحصري معها.
أتاحت نيل وفرات.كوم بإطلاقها هذه الخدمة لدور النشر العربية أن تصبح جزءاً من هذا المشروع الذي سيوصلها إلى الملايين من الزبائن الذين يودون قراءة الكتب على جميع الأجهزة المحمولة «Android، iOS».

## وصلات خارجية
- الموقع الرسمي على شبكة الإنترنت